# Hiram Fong
Hiram Leong Fong, född 15 oktober 1906 i Honolulu, död 18 augusti 2004 i Honolulu County, var en amerikansk republikansk politiker. Han representerade delstaten Hawaii i USA:s senat 1959-1977. Från och med 2022 är Fong den enda republikanen som någonsin har tjänstgjort som senator från Hawaii.
Fong gick i skola i President William McKinley High School i Honolulu. Han utexaminerades 1930 från University of Hawaii och avlade 1935 juristexamen vid Harvard Law School. Han gifte sig 1938 med Ellyn Lo och paret fick fyra barn. Fong tjänstgjorde i US Army Air Forces under andra världskriget.
Hawaii blev 1959 delstat och till de första två senatorerna valdes Fong och Oren E. Long. Fong omvaldes två gånger. Han kandiderade utan framgång i republikanernas primärval inför presidentvalen 1964 och 1968. Fong blev den första amerikan av asiatisk härkomst att få nomineringsröster i ett presidentval på ett stort amerikanskt partis konvent då delegationerna från Hawaii och Alaska röstade på honom på republikanernas partikonvent år 1964. Han efterträddes 1977 som senator av Spark Matsunaga.
Fong var kongregationalist av kinesisk härkomst. Hans grav finns på Oahu Cemetery i Honolulu.